# Sympetrum semicinctum
Sympetrum semicinctum là một loài chuồn chuồn ngô trong chi Sympetrum. Nó có quan hệ gần gũi với Sympetrum occidentale. Các phụ loài khác là S. californicum và S. fasciatum.

## Hình ảnh

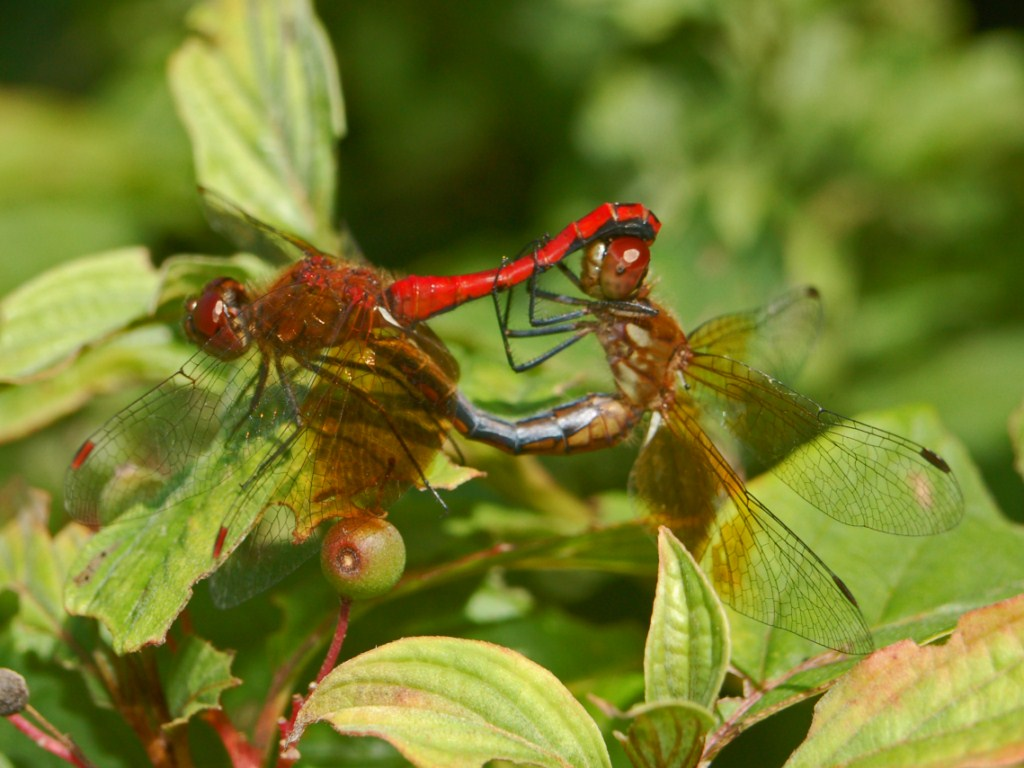